# Milan Antoš
Milan Antoš (* 5. března 1970 Praha) je komentátor na stanici ČT sport a bývalý hokejový hráč.

## Kariéra
Je odchovancem týmu HC Slavia Praha. Koncem 90. let už patřil do A týmu. V sezóně 1993/94 vedl Slavii ve svých čtyřiadvaceti letech jako kapitán v první české lize a poté i k postupu do extraligy. V první sezóně v extralize patřil mezi nejlepší hráče Slavie, potom byl ovšem s Tomášem Jelínkem vyměněn do Plzně za Tomáše Kucharčíka. Další dvě sezóny hrál za Duklu Jihlava (102 zápasů, 25 gólů, 34 asistencí). V sezoně 1999/2000 hrál opět za Plzeň a vybojoval s ní bronzové medaile.
Roku 2001 hrál opět za Slavii. V roce 2003 pomohl Slavii vybojovat mistrovský titul, v roce 2004 napomohl ke stříbru. Kariéru ukončil v sezóně 2008/09. Milan Antoš měří 186 cm, váží 92 kg. Hůl drží napravo.

## Hráčská kariéra
- 1993–1994 HC Slavia Praha (Baráž o extraligu)
- 1994–1995 HC Slavia Praha (Extraliga)
- 1995–1996 HC Slavia Praha (Extraliga), HC Škoda Plzeň (Extraliga)
- 1996–1997 HC Dukla Jihlava (Extraliga)
- 1997–1998 HC Dukla Jihlava (Extraliga)
- 1998–1999 HC Keramika Plzeň (Extraliga)
- 1999–2000 HC Keramika Plzeň (Extraliga)
- 2000–2001 HC Keramika Plzeň (Extraliga)
- 2001–2002 HC Slavia Praha (Extraliga)
- 2002–2003 HC Slavia Praha (Extraliga) Mistr české extraligy
- 2003–2004 HC Slavia Praha (Extraliga)
- 2004–2005 HC Slavia Praha (Extraliga)
- 2005–2006 HC Slovan Ústečtí Lvi (1. liga)
- 2006–2007 HC Slovan Ústečtí Lvi (1. liga)
- 2007–2008 HC Slovan Ústečtí Lvi (Extraliga), 2007–2008 HC Most (1. liga)
- 2008–2009 HC Stadion Litoměřice (2. liga)

## Politika
K roku 2019 působí jako první místostarosta za Občanskou demokratickou stranu (ODS) v pražské městské části Vinoř.